# 小瀧喜七郎
小瀧 喜七郎（おだき きしちろう、1872年6月23日（明治5年5月18日） - 1951年（昭和26年）12月14日）は、日本の政治家。第4代岡崎市長（1期）。助役時代より岡崎公園の修築・改修に力を入れたため、公園助役、公園市長とよばれた。企業の誘致にも積極的で、日清レーヨン、日本レーヨンなどを誘致した。

## 経歴
額田県八町村（現・愛知県岡崎市八帖南町）で岡崎藩士の子として生まれる。1886年（明治19年）2月、真宗三河教校に入学し英語を学ぶ。1887年（明治20年）7月8日、同校を卒業。1891年（明治24年）1月から1892年（明治25年）10月まで名古屋市の私立誠心塾で漢学・剣道を修める。同年12月11日から数度にわたり兵役につき、日清戦争と日露戦争に従軍した。最終の階級は陸軍少尉。
1902年（明治35年）11月13日、碧海郡書記となる。1907年（明治40年）4月26日、退任。1908年（明治41年）9月1日、岡崎町書記となる。千賀又市町長はときの助役佐藤良顕に命じて市制施行の準備を進めさせていたが、情勢が熟さぬうちに任期満了により退任。その後を受けて1914年（大正3年）9月22日、助役に就任。小瀧は市制施行に必要な上下水道の敷設、庁舎建設、教育設備の充実などについての腹案を練る一方、ひと足先に市制をしいた静岡県浜松市に赴いて研究調査を行った。そして1915年（大正4年）1月18日、町としては3回目となる市制施行申請書を愛知県に提出した。
1916年（大正5年）7月1日に市制施行されると、町長の千賀又市が初代市長に就任。

### 市長代理就任、米騒動
1918年（大正7年）7月12日、千賀が急逝。臨時市会が開かれ、小瀧は市長代理に就任した。さて、その年富山県魚津町で発生した米騒動は岡崎市域にも波及する。8月13日、額田郡福岡町では町民が町長宅と米穀商を襲撃し、岡崎市では8月14日、岡崎公園に約1,000人の群衆が集まり電燈を破壊した。同日、市当局は小瀧を発起人代表者として岡崎市救済会を創立し、大量に買い入れた外米を廉売することを決定した。しかし翌8月15日も3,000人からなる群衆が岡崎公園に集まり米穀商を襲撃したため、警察署は在郷軍人を警戒に出すことを分会長たる小瀧に要請。小瀧はこれに対し、「軍人は一旦警備についた以上血を見ると退くことはできない。それでは国内の相剋を加うるもので、軍人会としては左様な仕事に当たる訳に行かぬ」と言って一蹴した。
同年11月、本多敏樹が第2代市長にようやく選任される。小瀧は市長代理を辞したのちも1928年（昭和3年）10月27日まで岡崎市助役を務めた。
1931年（昭和6年）12月8日、小野庄造市長が前年の市長選任にからむ疑獄事件（いわゆる花屋事件）の責任をとって辞職。ただちに助役であった堀内宗治が市長代理の職に就くも、次期市長の人選が始まったのは翌1932年（昭和7年）秋頃のことであった。堀内市長代理を市長に推す声もあったが、1933年（昭和8年）1月16日、岡崎民政倶楽部と岡崎民政青年団の支持により小瀧が選任された。1月25日、市長就任。
1935年（昭和10年）11月23日、任期を半分以上残していたが、突然辞任を表明。辞任の原因は民政倶楽部と民政青年団の対立によるものだと言われている。1936年（昭和11年）10月5日から1940年（昭和15年）10月4日まで岡崎市議を1期だけ務めた。
1951年（昭和26年）5月3日に藍綬褒章を受章するも、同年12月14日、死去。享年79。1961年（昭和36年）7月1日、岡崎市名誉市民に推挙される。

## ギャラリー
- 日露戦争の勝利を祝い、岡崎町大字八帖（現・岡崎市八帖町）に建てられた凱旋門。当時兵曹長だった小瀧は最前列の真ん中に座りサーベルを手にしている。1905年撮影。
- 助役時代から小瀧は岡崎公園（現在の岡崎城公園）の整備に心血を注いだ。1907年～1917年頃。
- 1933年7月19日に行われた上水道通水式
- 岡崎城公園にある小瀧の銅像

## 業績・人物
- 岡崎公園の修築改善は小瀧の生命と言われた。定期的に公園を巡視し一木一草の手入れに至るまで注意を払わせたことから、小瀧には「公園助役」「公園市長」の異名がついた[17][18]。

- 市の近代化をめざして、助役時代から手がけた懸案の上水道工事を完成させ、1933年（昭和8年）7月19日に通水式を行った[19]。

- 下水道の第1期工事が1935年（昭和10年）3月に竣工。これによって、欠町・若宮町・両町・伝馬町・梅園町・連尺町・康生町など市の中心部が下水の恩恵を受けることになった[19]。

- 工場の誘致も積極的に進めた。誘致に際しては地域間のバランスを考慮し、その結果美合町に日清レイヨン（現・日清紡ホールディングス美合工機事業所、日清紡メカトロニクス美合工機事業所）の進出を、旧日名町には日本レイヨン（現・ユニチカ岡崎工場）の進出をみた[18]。日清レイヨンは1934年（昭和9年）9月から生産開始し、日本レイヨンは1935年（昭和10年）4月から生産開始した[13]。

- 矢作川改修工事の実施にあたっては、国内5大河川の河川改修関係委員長として国当局との折衝に成果をあげた[18]。

- 龍城橋を建設した（1935年10月26日完成。幅員15メートル）[13]。

- 1964年東京オリンピックで男子1600メートルリレー走に出場した天野義裕は孫[20]。
- 第20代岡崎市議会議長岩月定次は娘婿。